# Војна парада у Београду 2014.
Корак победника је назив војне параде Војске Србије одржане у Београду 16. октобра 2014. године. Ово је била прва војна парада одржана у Београду након параде из 1985. године. Парада је одржана испред Палате Србије (Булевар Николе Тесле) поводом 70. годишњице од почетка операција за ослобођење Београда и 100. годишњице од почетка Првог светског рата. У паради је учествовало 4,500 припадника Министарства унутрашњих послова и Војске Србије. Командант параде био је начелник Генералштаба Војске Србије, генерал Љубиша Диковић. Почасни гост на паради био је председник Руске Федерације Владимир Путин.

## Церемонија
Након доласка председника Путина у Београд, обележавање дана 70. годишњице од почетка ослобођења Београда и 100. годишњице од почетка Првог светског рата започело је у 10:30 часова ујутро полагањем венаца на гробље ослободилаца Београда 1944. и споменик херојима Првог светског рата на Новом гробљу. Председник Републике Србије Томислав Николић уручио је Путину током церемоније највише одликовање Србије, Орден Републике Србије на великој огрлици. Оба председника су такође потписала више билатералних споразума у име својих држава.

## Ток параде
Почетка параде означен је почасном артиљеријском паљбом мало после 16:00 часова. Након интонирања химни Србије и пригодних говора које су одржали Владимир Путин и Томислав Николић, заповедник параде, генерал Љубиша Диковић, добио је дозволу председника Николића да парада отпочне.
Војна парада је ишла следећим током:
- Падобрански скок – десант 30 падобранаца Специјалне бригаде
- Дефиле пешадијског ешелона ВС
- Егзерцир Гарде
- Дефиле бродова Речне флотиле
- Дефиле моторизованог ешалона
- Дефиле ваздухопловног ешелона

Завршетак параде обележен је получасовним летачким програмом руске акро-групе „Стрижи“ у авионима МиГ-29.

### Састав учесника параде
- Командант војне параде – генерал Љубиша Диковић
- Команда војне параде
- Команданти састава оперативног и тактичког нивоа
- Заставни вод
- Пешадијски ешалон:
  - Подешалон ратних застава
  - Подешалон бригада Копнене војске
  - Подешалон Команде за обуку
  - Подешалон Ваздухопловства и ПВО
  - Подешалон Речне флотиле
  - Подешалон јединица војне полиције
  - Подешалон Специјалне бригаде
  - Подешалон декларисаних јединица
  - Подешалон Војне академије
  - Подешалон Гарде
- Моторизовани ешалон:

- - Подешалон специјалних снага (10 моторних возила Дифендер, 10 моторних возила Пух, 10 моторних возила Пинцгауер, беспилотна летелица Врабац)
  - Подешалон Бригаде везе (21 возило са средствима за телекомуникациону и информатичку подршку)
  - Подешалон артиљеријско-ракетних јединица ПВО (18 топова 40мм Л/70 Бофорс)
  - Подешалон ракетних јединица ПВО (8 камиона за транспорт ракета система Куб и 8 камиона за транспорт ракета система Нева)
  - Подешалон СВЛР 128мм Огањ (18 СВЛР Огањ)
  - Подешалон топ-хаубица 152мм Нора (18 топ-хаубица 152мм Нора)
  - Подешалон моторних возила високе проходности Хамви (16 моторних возила Хамви)
  - Подешалон борбених возила војне полиције (20 БОВ М-86)
  - Подешалон противоклопног артиљеријског оруђа ПОЛО М-83 (12 БОВ М-83)
  - Подешалон инжињеријских јединица (2 копача-утоваривача, 2 дозера, 2 утоваривача, 2 пловна чланка, 2 реморкера, 4 амфибијска транспортера, 2 тенка носача моста)
  - Подешалон средстава Војнотехничког института и Југоимпорт СДПР (ВТИ: хаубица Сора, ЛРСВМ Морава, МИП-11, ФАП 2228, ЗК, БПЛ Пегаз; СДПР: хаубице Нора Б-52 и Соко, БОВ М-11, Лазар )
  - Подешалон борбених возила пешадије БВП М-80А (30 БВП М-80А)
  - Подешалон тенкова М-84 (30 тенкова М-84)

- Ваздухопловни ешалон:
  - Први налет: група хеликоптера за падобрански десант
  - Други налет: група авиона МиГ-29
  - Трећи налет: група авиона МиГ-21
  - Четврти налет: група авиона Орао
  - Пети налет: група авиона Г-4
  - Шести налет: група авиона Ан-26
  - Седми налет: група авиона Ласта
  - Осми налет: групе хеликоптера (транспортни, борбени и опште намене) Ми-8/17 и Газела
  - Девети налет: група авиона борбене авијације
  - Налет акро-групе "Стрижи"
- Ешалон пловних објеката речне флотиле:
  - Речни патролни чамац (РПЧ-111)
  - Брод посебне намене Козара (БПН-30)
  - Речна станица за размагнетисање бродова Шабац (РСРБ-36)
  - Група речних миноловаца (РМЛ-341, РМЛ-332, РМЛ-336, РМЛ-335)
  - Група десантних јуришних чамаца (ДЈЧ-411, ДЈЧ-412, ДЈЧ-413)
  - Група речних патролних чамаца (РПЧ-22, РПЧ-213, РПЧ-212, РПЧ-216)
- Падобрански десант (30 падобранаца)
- Почасна чета Гарде за дочек председника Републике Србије
- Репрезентативни оркестар Гарде и војни оркестар Копнене војске
- Почасна артиљеријска јединица Гарде за почасну артиљеријску паљбу (6 оруђа)

## Занимљивости
- На војној паради, међу почасним гостима било је присутно 22 још увек живих партизанских ветерана-учесника Београдске операције 1944, те један од последњих живих народних хероја, Стево Опачић.[3]
- На паради су се премијерно појавили новитети у војној индустрији Србије, као што су борбено возило „Лазар“, школски авион „Ласта“, те беспилотне летелице „Орбитер“ и „Пегаз“.